# 泥沼の戦い
泥沼の戦い（どろぬまのたたかい、Jangi loy）とは、1365年にティムールが率いる西チャガタイ・ハン国のアミールの連合軍とモグーリスタン・ハン国（東チャガタイ・ハン国）の間で起きた戦闘である。モグーリスタン・ハン国が勝利を収め、ティムールにとって数少ない敗戦となった。
1364年の石橋の戦いで勝利を収めたティムールはモグーリスタン・ハン国の勢力をシルダリヤ川以北に押し返し、1365年にイリヤース・ホージャが率いるモグール軍は再びマー・ワラー・アンナフルに遠征した。ティムールと彼の同盟者のアミール・フサインはこの軍を迎撃するためにタシュケントに向かった。
チナズとタシュケントの間の河岸で両軍は交戦したが、戦場は豪雨に見舞われ、地面はぬかるみになっていた。ティムール朝の史料には、モグール軍が激しい風雨を起こす魔力を持つ「ジャダ石」を使用した伝説が記されている。あらかじめ豪雨を予測していたモグール軍は前もって対策をし、逆に雨水をしのぐ手立てがなかったティムールらの兵士は体力を奪われ、弓の弦にも水が染み込んで使い物にならなかったという。
ティムールとアミール・フサインはサマルカンドまで後退したが、抵抗を諦めてアムダリヤ川を渡り、バルフ方面に退却した。進軍を続けるモグール軍はサマルカンドを包囲したが、サルバダールが指導するサマルカンド市民の頑強な抵抗にあって撤退した。